# Diego Gabriel Chaves
Diego Gabriel Chaves (Partido de San Miguel, Argentina - 7 de abril de 1986), más conocido  de manera popular como "La Joya" Chaves es un boxeador argentino. 
Desde el 21 de julio de 2012 al 27 de julio de 2013 fue campeón mundial interino de la categoría wélter de la Asociación Mundial de Boxeo tras derrotar a Ismael El Massoudi en Argentina por nocaut en la segunda vuelta.

## Biografía
Nacido en el Partido de San Miguel el 7 de abril de 1986, La Joya Chaves practicó durante su adolescencia  fútbol y estuvo durante algunos años como lateral izquierdo en las divisiones inferiores de Vélez Sarsfield, club del que es hincha y con el cual está ligado como boxeador desde 2010.
Si bien destacó en varias entrevistas que el deporte que más le apasiona es el fútbol, terminó por inclinarse por la práctica del boxeo por cualidades y por una herencia familiar: ya que es el nieto de Rudecindo Chaves (quien llegó a pelear en el Estadio Luna Park y además entrenó a sus hijos Ismael, Ariel y Carlos).
Su debut como pugilista profesional se produjo el 5 de julio de 2008 ante Juan José Islas, a quien derrotó por nocaut en el tercer asalto. Su primera pelea frente a un púgil extranjero fue contra Javier Suárez, el 27 de diciembre de 2008. En su undécima contienda como profesional le llega la chance de coronarse campeón Latino de la Organización Mundial de Boxeo en la categoría superwélter: fue victoria ante el brasileño Santana Barauna por KO en la primera vuelta.
Tras defender una vez el título, se coronó campeón Latino wélter de la Organización Mundial de Boxeo después de derrotar a Daniel Saboia por nocaut técnico en el cuarto round el 23 de enero de 2010. Defendió el cetro en cinco ocasiones (frente a Jeferson Luis Goncalo, Omar Weis, Héctor Santana, Eduardo Flores y Jorge Miranda) y le llegó la oportunidad histórica de ser campeón del mundo. 
El 21 de julio de 2012 venció por KO en el segundo asalto al francés Ismael El Massoudi en José León Suárez y se coronó campeón mundial de la categoría wélter de la Asociación Mundial de Boxeo.
EL 22 de septiembre de 2012 venció por KO en el segundo asalto al panameño José Miranda en el estadio Luna Park y retuvo por primera vez el título del mundo en la categoría wélter de la Asociación Mundial de Boxeo.
El 27 de julio de 2013 perdió por KOT en el round 10, en San Antonio, ante Keith Thurman. Chaves cayó en el noveno round y finalmente Thurman lo noqueó en el décimo. Esta fue la primera derrota de Diego Chaves.
El 2 de agosto de 2014, vuelve a Estados Unidos para enfrentar Brandon Ríos y pierde por una polémica descalificación cuando estaba ganando en las tarjetas de los jueces a poco del final del combate.
El 13 de diciembre de 2014, vuelve a combatir en Estados Unidos para enfrentar al difícil Timothy Bradley en un gran combate donde las tarjetas dieron empate.
En 2019 estuvo entrenando al joven actor Mauricio Paniagua, quien protagonizó la serie televisiva Monzón.

## Récord profesional
| 26 ganadas (22 por knockout, 4 por decisión), 5 derrotas (4 por knockout, 1 por descalificación), 1 empate |     |        |                         |      |                |            |                                                                  | |
| N.º | Re. | Récord | Oponente                | Tipo | Asalto, tiempo | Fecha      | Locación                                                         | Notas |
| 32 | D   | 26–5–1 | Gabriel Maestre         | TKO  | 4 (10), 2:42   | 19-12-2019 | Coliseo Sugar Baby Rojas, Barranquilla , Atlántico , Colombia    | Por el título de Fedebol de la AMB en el primer peso mediano (fue la primera defensa de Maestre). Cháves fue derribado en el primer asalto |
| 31 | D   | 26–4–1 | Thulani Mbenge          | TKO  | 7 (12), 0:36   | 23-06-2018 | Emperors Palace, Kempton Park, Sudáfrica                         | Por el título vacante de la IBO en el peso wélter                                                                                          |
| 30 | D   | 26–3–1 | Jamal James             | KO   | 3 (10), 2:12   | 15-12-2017 | Pioneer Event Center, Lancaster, California, U.S.                | |
| 29 | V   | 26–2–1 | Jean Carlos Prada       | KO   | 2 (10), 0:57   | 17-06-2017 | Microestadio Municipal, Hurlingham, Buenos Aires, Argentina      | |
| 28 | V   | 25–2–1 | Luis Pablo Zarate       | TKO  | 1 (10), 0:55   | 18-11-2016 | Club Social y Deportivo El Porvenir, Quilmes, Buenos Aires       | |
| 27 | V   | 24–2–1 | Jorge Daniel Miranda    | TKO  | 5 (8), 0:01    | 22-07-2016 | Club Los Indios, Moreno, Buenos Aires                            | |
| 26 | E   | 23–2–1 | Timothy Bradley, Jr.    | DD   | 12             | 13-12-2014 | The Cosmopolitan of Las Vegas, Las Vegas, Nevada, Estados Unidos | |
| 25 | D   | 23–2   | Brandon Rios            | DC   | 9 (10), 1:26   | 02-08-2014 | The Cosmopolitan of Las Vegas, Las Vegas, Nevada, Estados Unidos | Chaves descalificado por exceso de agarre                                                                                                  |
| 24 | V   | 23–1   | Juan Alberto Godoy      | TKO  | 3 (10), 2:49   | 15-02-2014 | Club Jacobo Urso, Saladillo, Buenos Aires                        | |
| 23 | D   | 22–1   | Keith Thurman           | KO   | 10 (12), 0:28  | 27-07-2013 | AT&T Center, Carson, California, Estados Unidos                  | Perdió el título interino AMB de peso wélter                                                                                               |
| 22 | V   | 22–0   | José Miranda            | TKO  | 2 (12), 1:59   | 22-09-2012 | Estadio Luna Park, Buenos Aires, Distrito Federal                | Retuvo el título interino AMB de peso wélter                                                                                               |
| 21 | V   | 21–0   | Ismael El Massoudi      | KO   | 2 (12), 1:15   | 21-07-2012 | Sociedad Alemana de Gimnasia, José León Suárez, Buenos Aires     | Ganó el título interino AMB de peso wélter                                                                                                 |
| 20 | V   | 20–0   | Jorge Daniel Miranda    | KO   | 3 (12), 2:05   | 26-11-2011 | Club Atlético Vélez Sarsfield, Buenos Aires, Distrito Federal    | Retuvo el título OMB Latino de peso wélter                                                                                                 |
| 19 | V   | 19–0   | Eduardo Flores          | TKO  | 9 (12), 2:49   | 30-07-2011 | Club Atlético Vélez Sarsfield, Buenos Aires, Distrito Federal    | Retuvo el título OMB Latino de peso wélter                                                                                                 |
| 18 | V   | 18–0   | Héctor Carlos Santana   | TKO  | 2 (12), 2:46   | 07-05-2011 | Ce.De.M. N° 2, Caseros, Buenos Aires                             | Retuvo el título OMB Latino de peso wélter                                                                                                 |
| 17 | V   | 17–0   | Omar Gabriel Weis       | DU   | 12             | 21-01-2011 | Club Los Indios, Moreno, Buenos Aires                            | Retuvo el título OMB Latino de peso wélter                                                                                                 |
| 16 | V   | 16–0   | José David Mosquera     | TKO  | 1 (10), 2:20   | 30-10-2010 | Club Atlético Vélez Sarsfield, Buenos Aires, Distrito Federal    | |
| 15 | V   | 15–0   | Jeferson Luis Goncalo   | DU   | 12             | 07-08-2010 | Club Los Indios, Moreno, Buenos Aires                            | Retuvo el título OMB Latino de peso wélter                                                                                                 |
| 14 | V   | 14–0   | Edvan Dos Santos Barros | DU   | 6              | 02-03-2010 | Hard Rock Hotel & Casino, Las Vegas, Nevada, Estados Unidos      | |
| 13 | V   | 13–0   | Daniel Saboia           | TKO  | 4 (12), 2:18   | 23-01-2010 | Club Once Unidos, Mar del Plata, Buenos Aires                    | Ganó el título vacante OMB Latino de peso wélter                                                                                           |
| 12 | V   | 12–0   | Walter Damian Díaz      | TKO  | 2 (12), 2:20   | 10-08-2009 | Club Los Indios, Moreno, Buenos Aires                            | Retuvo el título OMB Latino de peso superwélter                                                                                            |
| 11 | V   | 11–0   | Uilian Santana Barauna  | KO   | 1 (12), 2:00   | 18-07-2009 | Casino de Mina Clavero, Mina Clavero, Córdoba                    | Ganó el título OMB Latino de peso superwélter                                                                                              |
| 10 | V   | 10–0   | Guillermo de Jesús Paz  | DU   | 10             | 12-06-2009 | Sociedad de Fomento Julio Argentino Roca, Moreno, Buenos Aires   | |
| 9 | V   | 9–0    | Marcelo Martin Miranda  | KO   | 1 (6), 0:58    | 25-04-2009 | Gimnasió Municipal, Cutral Có, Neuquén                           | |
| 8 | V   | 8–0    | Diego Gustavo Zenteno   | TKO  | 1 (10), 1:30   | 21-03-2009 | Club Sportivo La Calera, Córdoba                                 | |
| 7 | V   | 7–0    | Norberto Adrián Acosta  | TKO  | 2 (10), 0:01   | 31-01-2009 | Club Social y Deportivo Mar de Ajó, Mar de Ajó, Buenos Aires     | |
| 6 | V   | 6–0    | Javier Mendoza Suárez   | TKO  | 2 (6), 2:25    | 27-12-2008 | Club Argentino, Córdoba                                          | |
| 5 | V   | 5–0    | Diego Nicolás Ledesma   | KO   | 2 (6), 1:02    | 29-11-2008 | Club Social y Deportivo 12 de Octubre, Benavídez, Buenos Aires   | |
| 4 | V   | 4–0    | Carlos Rafael Agnuz     | KO   | 2 (6)          | 10-10-2008 | Sociedad de Fomento Julio Argentino Roca, Moreno, Buenos Aires   | |
| 3 | V   | 3–0    | Raúl Elías Rojas        | KO   | 1 (6)          | 06-09-2008 | Polideportivo Municipal, Pinamar, Buenos Aires                   | |
| 2 | V   | 2–0    | Luis Alberto Ponce      | KO   | 1 (6), 1:18    | 18-07-2008 | Club Sarmiento, Dolores, Buenos Aires                            | |
| 1 | V   | 1–0    | Juan José Islas         | KO   | 3 (4), 0:52    | 05-07-2008 | Club Deportivo Castelli, Castelli, Buenos Aires                  | Debut profesional |